# Герб Чернобаевки
Герб Чернобаевки — официальный символ села Чернобаевка Херсонской области Украины, утвержденный решением Чернобаевского сельского совета от 21.09.2011 № 147, после проведения конкурса на символику территориальной общины села.

## Описание
Герб села Чернобаевка Херсонской области расположен на испанском щите.
Герб имеет золотое, серебряное и лазурное поля. Лазурный (цвет мирного неба) символизирует стойкость, силу, верность, честность и порядочность. Золотой цвет - богатство, справедливость, надежность, величие и гостеприимство. Серебряное поле внутри щита символизирует веру, благородство, чистоту и откровенность.
Орел на фоне чистого неба — символ силы и власти, исторической принадлежности села к Херсонской губернии. Золотой сноп на богатой желтой ниве это то, что является основной составляющей экономического развития населенного пункта.
Восьмиугольные звезды символизируют два населенных пункта, которые входили в состав Чернобаевского сельского совета на момент создания герба — сёла Чернобаевку и Крутой Яр.
Щит пересечен двумя параллельными волнистыми линиями серого и синего цвета.  Синяя волнистая линия символизирует историческую реку Веревчину, на берегах которой было образовано село Белая Церковь. Серая волнистая линия, пересекающая село Чернобаевка с запада на восток — автомобильную магистраль международного назначения, прохождение которой через территорию сельского совета имеет важное значение для формирования и влияния социально-экономического развития.
Черный курган внизу щита - символ расположения села на древних скифских территориях. Черный цвет - цвет плодородной земли. Историческое присутствие казаков на территории села подчеркивается изображенной казацкой стрелой в нижней части герба.
Увенчивает щит серебряная корона, что означает принадлежность герба населенному пункту, главный атрибут власти и признак суверенитета.